# Gaio Giulio Quadrato Basso
Gaio Giulio Quadrato Basso (latino: Gaius Iulius Quadratus Bassus; Pergamo, 60 circa – Dacia, 117/118) è stato un politico e militare romano, senatore e console suffetto nel 105 durante il principato di Traiano, dove divenne uno dei principali consiglieri militari.

## Biografia
Originario di Pergamo, apparteneva all'ordine equestre ed era un uomo che possedeva grandi ricchezze e una vasta area, il Praedia Quadratiana, nei pressi della città di Laodicea Combusta in Licaonia, oltre ad un intero villaggio nella Lidia orientale.
Ottenne la questura per la provincia di Creta e Cirene attorno agli anni 86-88 (quaestor pro praetore). Divenne edile (90 ca.), poi pretore nell'92, legatus legionis della legio XI Claudia nel 93. Fu governatore di Giudea dal 102 al 105. Gli succedette Quinto Pompeo Falcone. Divenne quindi console suffetto nel 105, sotto il principato di Traiano, fu uno dei più importanti comandanti di Traiano nella seconda campagna contro i Daci del 105-106, insieme a Quinto Sosio Senecione. Ricevette gli ornamenta triumphalia in seguito alla vittoriosa campagna che permise all'Impero romano di annettere la Dacia.
Divenne subito dopo governatore provinciale romano della Cappadocia e Galazia (legatus Augusti pro praetore) in un periodo compreso tra il 107/108 e il 110/111, succedendo a Publio Calvisio Rusone Giulio Frontino e risultando l'ultimo governatore ad aver governato contemporaneamente due province sotto Traiano, la Cappadocia e Galazia, che vennero poi divise e amministrate separatamente. Marco Giunio Omullo gli succedette in Cappadocia. Divenne allora governatore della Siria dal 114/115 al 117, durante le campagne partiche di Traiano (113-117). Allo stesso in Siria, succedette il futuro imperatore Adriano.
Quadrato Basso venne, quindi, inviato nella nuova provincia della Dacia nell'estate del 117, a dare sostengo all'allora governatore Gaio Avidio Nigrino, in seguito ai ripetuti attacchi delle popolazioni sarmatiche degli Iazigi e dei Roxolani, oltreché dei Daci liberi, Quadrato Basso fu inviato come legatus Augusti pro praetore con l'aggiunta della legio XIV Gemina. Morì tra la fine del 117 o più probabile all'inizio dell'anno successivo, nel 118.

### Famiglia
Egli era probabilmente il figlio di Gaio Giulio Basso, proconsole di Bitinia nel 98, che venne rimosso dal suo incarico e condannato pesantemente nel 103. Probabilmente è anche legato al console omonimo del 105, Gaio Anzio Aulo Giulio Quadrato un notabile di Pergamo, fatto senatore da Vespasiano come probabilmente anche suo padre. Ci può essere confusione tra i vari cursus honorum dei senatori di Pergamo.
Quadrato Basso sposò poi Asinia Marcella, sorella di Marco Asinio Marcello, console nel 104. Gaio Giulio Basso, console suffetto nel 139, sarebbe nato da questo matrimonio.